# Madras Talkies
Madras Talkies — индийская кинокомпания, созданная режиссёром Мани Ратнамом и его женой, актрисой Сухасини Маниратнам, в качестве партнеров в 1995 году. Madras Talkies активно участвует в производстве фильмов и телевизионных сериалов, которые распространяются по всему миру. Компания выпустила пятнадцать полнометражных фильмов и шесть телевизионных сериалов.
До Madras Talkies, Ратнам ранее выступал в качестве кинопродюсера в нескольких проектах Aalayam Productions, наряду с С. Шрирамом. Благодаря его собственной режиссёрской работе, «Тандем» (1997), Madras Talkies дебютировала как официальная продакшн-студия Мани Ратнама.
В начале 2013 года студия оказалась замешана в скандале с участием дистрибьюторов её фильма «Море»|, которые требовали покрыть их убытки, вызванные провалом фильма в прокате. Мани Ратнам отказался выполнять требования, объяснив это тем, что права на фильм были проданы Gemini Film Circuit ещё в марте 2012 года.
В августе 2016 года, во время съёмок фильма «Среди воздуха» студия пострадала от пожара, понеся потери в сотни тысяч рупий.

## Фильмы
| Русское название         | Оригинальное название   | Год  | Язык   | Режиссёр         | В ролях                                                                             | Сюжет | Ссылки |
| ------------------------ | ----------------------- | ---- | ------ | ---------------- | ----------------------------------------------------------------------------------- | --- | ------ |
| Тандем                   | Iruvar                  | 1997 | тамили | Мани Ратнам      | Моханлал, Айшвария Рай, Пракаш Радж, Табу                                           | Начинающий актёр постепенно превращается в ведущего актёра тамильской киноиндустрии и входит в политику, чтобы стать главным министром Тамил-Наду. | [ 4 ]  |
| Лицом к лицу             | Nerukku Ner             | 1997 | тамили | Васант           | Виджай, Сурья, Каушалья, Симран                                                     | После развода чиновника и его жены, их братья становятся врагами. Позже герои вынуждены помириться, чтобы спасти свою племянницу, похищенную политиком, который хочет отомстить чиновнику.                                                                                           | [ 5 ]  |
| Любовь с первого взгляда | Dil Se..                | 1998 | хинди  | Мани Ратнам      | Шахрух Хан, Маниша Койрала, Прти Зинта                                              | Берущий интервью у предводителя повстанческого движения на северо-востоке Индии, корреспондент Всеиндийского радио влюбляется в таинственную женщину, которая оказывается смертницей объединённого фронта освобождения Ассама.                                                       | [ 6 ]  |
| Набегающие волны         | Alaipayuthey            | 2000 | тамили | Мани Ратнам      | Мадхаван, Шалини                                                                    | Живущие в Ченнаи, Картик и Шакти влюбляются друг в друга против воли своих родителей. Они тайно женятся, но супружеская жизнь не идёт гладко. | [ 7 ]  |
|                          | Dumm Dumm Dumm          | 2001 | тамили | Азхангам Перумал | Мадхаван, Джотика                                                                   | Несчастные жених и невеста составляют планы, чтобы остановить их свадьбу, но терпят неудачу. Но едва они начинают влюбляться, настоящий спор останавливает свадьбу. Впоследствии они воссоединяются вновь.                                                                           | [ 8 ]  |
| След от поцелуя на щеке  | Kannathil Muthamittal   | 2002 | тамили | Мани Ратнам      | Мадхаван, Симран, Нандита Дас, Киртана                                              | Девочка из ланкийских тамилов, удочерённая индийскими родителями, хочет вернуться в Северную Шри-Ланку, чтобы найти свою биологическую мать в самый разгар гражданской войны на Шри-Ланке.                                                                                           | [ 9 ]  |
|                          | Five Star               | 2002 | тамили | Суси Ганешан     | Прасана, Каника, Кришна                                                             | Четыре университетских друга пытаются установить местонахождение ещё одного приятеля, которого отец заставил жениться. Обнаружив, что тот сбежал от своей новой жены, они решают попытаться найти его в Лондоне.                                                                     | [ 10 ] |
| Анатомия любви           | Saathiya                | 2002 | хинди  | Шаад Али         | Вивек Оберой, Рани Мукерджи                                                         | Живущие в Мумбаи, Адитья и Сухани влюбляются друг в друга против воли своих родителей. Они тайно женятся, но супружеская жизнь не идёт гладко. | [ 11 ] |
| Молодость                | Aayutha Ezhuthu         | 2004 | тамили | Мани Ратнам      | Сурья, Мадхаван, Сиддхарт                                                           | Бандит, который мечтает стать большим человеком, студенческий лидер, который стремится держать политиков подальше от студенческих выборов и юноша, который хочет поселиться за границей, оказываются вовлечёнными в инцидент на мосту, после которого их жизнь кардинально меняется. | [ 12 ] |
| На перекрёстке судеб     | Yuva                    | 2004 | хинди  | Мани Ратнам      | Аджай Девган, Абхишек Баччан, Вивек Оберой                                          | Бандит, который мечтает стать большим человеком, студенческий лидер, который стремится держать политиков подальше от студенческих выборов и юноша, который хочет поселиться за границей, оказываются вовлечёнными в инцидент на мосту, после которого их жизнь кардинально меняется. | [ 13 ] |
| Гуру: Путь к успеху      | Guru                    | 2007 | хинди  | Мани Ратнам      | Абхишек Баччан, Айшвария Рай, Митхун Чакработи                                      | Честолюбивый человек покидает свою маленькую деревню, чтобы осуществить мечту об открытии своего собственного бизнеса. Он постепенно превращается в крупнейшего в Индии бизнес-магната и сталкивается с вопросами относительно честности его успеха.                                 | [ 14 ] |
| Злодей                   | Raavan                  | 2010 | хинди  | Мани Ратнам      | Абхишек Баччан, Айшвария Рай, Викрам                                                | Главарь бандит похищает жену полицейского, который убил его сестру. Похищенная женщина позже начинает испытывать чувства к своему похитителю, стирая грань того, кто — добро, а кто — зло.                                                                                           | [ 15 ] |
| Демон                    | Raavanan                | 2010 | тамили | Мани Ратнам      | Викрам, Айшвария Рай, Притхвирадж                                                   | Главарь бандит похищает жену полицейского, который убил его сестру. Похищенная женщина позже начинает испытывать чувства к своему похитителю, стирая грань того, кто — добро, а кто — зло.                                                                                           | [ 16 ] |
| Море                     | Kadal                   | 2013 | тамили | Мани Ратнам      | Гаутам Картик, Туласи Наир, Арджун, Аравинд Свами                                   | Своенравный юноша считает, что зло восторжествует над добром. Он вовлекает своего одноклассника, добросердечного и богобоязненного, в случай прелюбодеяния и убийства через несколько лет. Их противостояние в результате влияет на жизнь молодого рыбака.                           | [ 17 ] |
| Да, моя радость!         | O Kadhal Kanmani        | 2015 | тамили | Мани Ратнам      | Дулкар Салман, Нитья Менон, Пракаш Радж                                             | Юноша и девушка выбирают жить в отношениях без брака, прежде чем разойтись, чтобы заняться карьерой. Мнение пары на счёт свадьбы постепенно меняется под влиянием их пожилых хозяев квартиры.                                                                                        | [ 18 ] |
| Среди воздуха            | Kaatru Veliyidai        | 2017 | тамили | Мани Ратнам      | Карти, Адити Рао Хидари                                                             | Военный летчик, находящийся в плену в Пакистане, вспоминает свой бурный роман с местным врачом. | [ 19 ] |
| Да, дорогая              | Ok Jaanu                | 2017 | хинди  | Шаад Али         | Адитья Рой Капур, Шраддха Капур, Насируддин Шах                                     | Юноша и девушка выбирают жить в отношениях без брака, прежде чем разойтись, чтобы заняться карьерой. Мнение пары на счёт свадьбы постепенно меняется под влиянием их пожилых хозяев квартиры.                                                                                        | [ 20 ] |
| Красное небо             | Chekka Chivantha Vaanam | 2018 | тамили | Мани Ратнам      | Арвинд Свами, Силамбарасан, Виджай Сетупати, Арун Виджай, Джотика, Адити Рао Хидари | Семья гангстеров переживает борьбу за власть, пытаясь найти убийцу их отца. | [ 21 ] |
|                          | Vaanam Kottattum        | 2020 | тамили | Дхана Секхар     | Сараткумар, Радхика                                                                 | Отношения мужчины с женой и детьми оказываются под угрозой из-за откровения из его прошлого. | [ 22 ] |
| Сын Кавери: Часть первая | Ponniyin Selvan: I      | 2022 | тамили | Мани Ратнам      | Викрам, Карти, Айшвария Рай, Джаям Рави, Триша Кришнан                              | |        |
| Сын Кавери: Часть вторая | Ponniyin Selvan: II     | 2023 | тамили | Мани Ратнам      | Викрам, Карти, Айшвария Рай, Джаям Рави, Триша Кришнан                              | |        |